# Ali Lamine Zeine
Ali Mahamane Lamine Zeine (Zinder, 1965) è un politico ed economista nigerino.

## Biografia
È stato Ministro dell'Economia e delle Finanze del Niger dal novembre 2002 al febbraio 2010. 
Successivamente al golpe militare avvenuto nel paese il 26 luglio 2023, l'8 agosto è stato nominato dapprima Primo ministro ad interim del governo provvisorio della giunta militare del Niger e, in seguito, Primo ministro dal neonato governo della giunta militare, in data il 10 agosto.